# Pompeiana
Pompeiana (ligur nyelven Pumpiàna) egy olasz község a Liguria régióban, Imperia megyében.

## Földrajz
A község a Imperiától 36 km-re, a Ligur-tengertől légvonalban 2 km-re helyezkedik el a Croce-domb déli lejtőin.

## Látnivalók

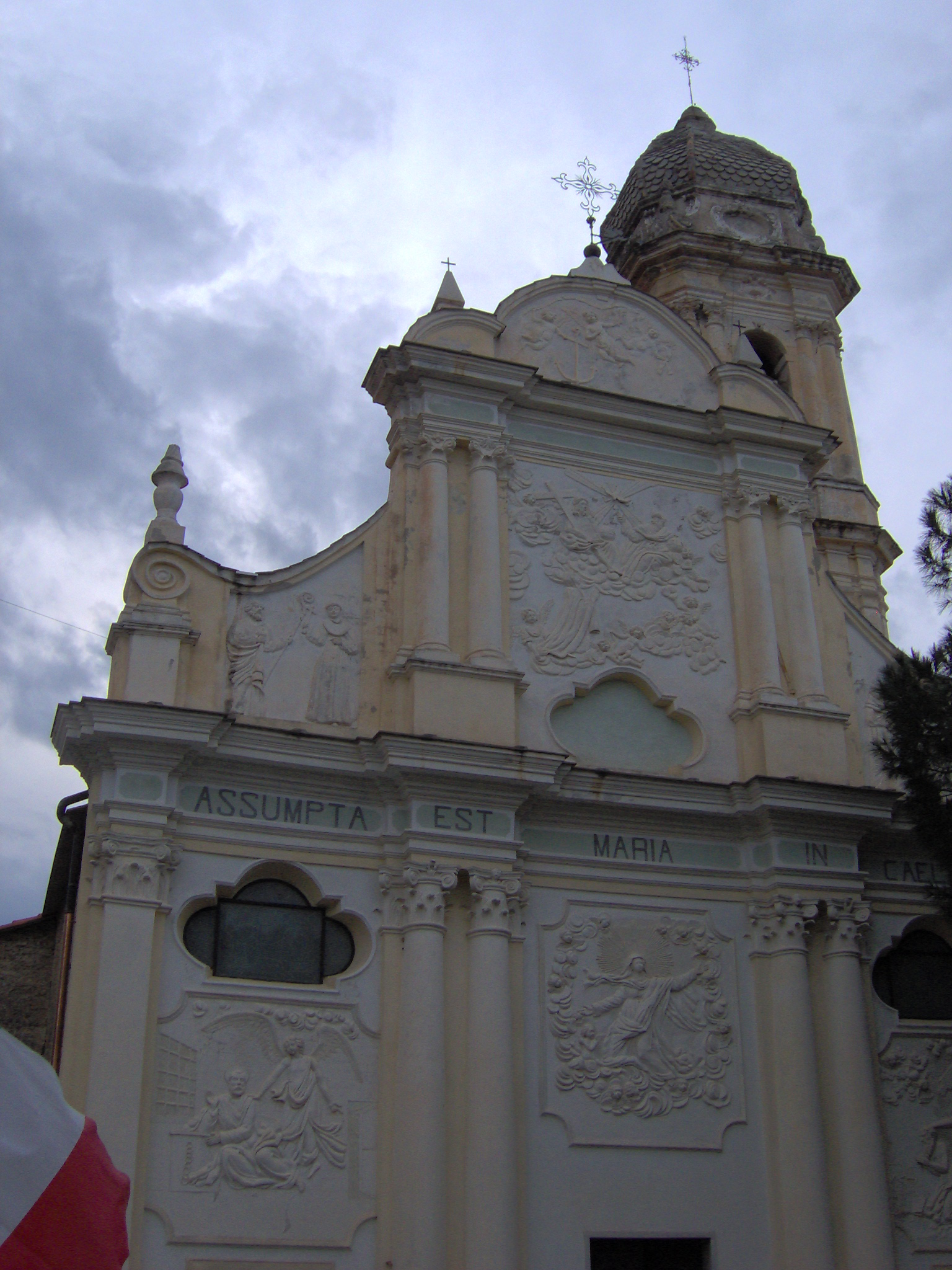
Santa Maria Assunta templom

- Santa Maria Assunta templom: eredetileg román stílusban épült, majd barokk stílusban került felújításra.
- kápolnák településszerte szétszórva (Sant'Antonio di Padova, San Rocco, San Giuseppe, San Biagio és San Bernardo
- két  16. századi őrtorony, amely a barbár kalózok támadásai ellen volt hivatott védelmet biztosítani.
- 13. századi kút

## Gazdaság
A fő  bevételi forrás a mezőgazdaság.

## Közlekedés
Pompeiana nem rendelkezik közvetlen autópálya-összeköttetéssel, de az A10 autópálya  Arma di Taggia  lehajtójáról elérhető. A településhez legközelebb eső vasútállomás Taggia a Ventimiglia – Genova vonalon .

## Fordítás
- Ez a szócikk részben vagy egészben  a   Pompeiana című olasz Wikipédia-szócikk fordításán alapul.  Az eredeti cikk szerkesztőit annak laptörténete sorolja fel. Ez a jelzés csupán a megfogalmazás eredetét és a szerzői jogokat jelzi, nem szolgál a cikkben szereplő információk forrásmegjelöléseként.